# Pi (film)
Pour les articles homonymes, voir Pi (homonymie).
Pour plus de détails, voir Fiche technique et Distribution.
"π" (Pi) est un film américain en Noir et Blanc, un thriller psychologique conceptuel écrit et réalisé par Darren Aronofsky dont c'est le premier long métrage. Il est sorti en juillet 1998. Le titre fait référence au nombre mathématique π (Pi).
L’histoire est celle d'un mathématicien obsédé par la volonté de trouver un ordre sous-jacent au chaos du monde réel et d’opposer deux entités apparemment irréconciliables : l’irrationalité imparfaite de l’humanité et la rigueur et la régularité des mathématiques, en particulier de la théorie des nombres. Le film explore les thèmes de l'avidité, de l'obsession, de la religion, du mysticisme et de la relation de l’univers aux mathématiques.

## Synopsis
La date à laquelle se passe l'histoire n'est pas précisée, mais l'emploi de la disquette et de l'écran cathodique la situent dans l'actualité de sa période de réalisation (1998),.
Max (Maximillian) Cohen, un jeune mathématicien juif, surdoué, pense comme Galilée que « la nature est un livre écrit en langage mathématique ». Sans emploi, il cherche dans la vie réelle des suites mathématiques, tout spécialement en analysant les cours de la Bourse.
Il vit seul et reclus, bien qu'ayant pour voisins une fillette éblouie par ses dons de calculateur, Jenna (Kristyn Mae-Anne Lao), et un couple particulièrement étranger à ses préoccupations, composé de Devi (Samia Shoaib) et du brutal Farrouhk (Ajay Naidu) qui mènent, dans l'appartement mitoyen, une existence très animale et très bruyante.
Max en vient à analyser aussi les spirales du vivant qui sont décrites par des suites de Fibonacci liées à la spirale d'or de Léonard de Vinci et au nombre d'or initialement découvert par Pythagore.
Il travaille avec un ordinateur de sa fabrication qu'il a baptisé Euclide, et qui occupe la plus grande partie de son appartement y constituant un décor inhumain bourré de câbles, d'écrans et de composants électroniques qui souligne le caractère de bricolage expérimental de son travail. 
Max essaie de programmer son ordinateur pour donner des prédictions boursières.

A la veille d'une chute boursière, Euclide fonctionne bizarrement, imprimant un nombre apparemment aléatoire de 216 chiffres, ainsi qu’une seule sélection d’actions, qu'il donne à un dixième de sa valeur du moment, puis crashe définitivement. Pris de rage, Max froisse et jette l’imprimé dans la rue.
Le lendemain matin, il apprend que le choix d’Euclide était, contre toute attente, correct, mais il est dans l'incapacité de retrouver l’imprimé.
Alors qu'en visite chez son unique ami et ancien directeur de thèse, Sol Robeson (Mark Margolis), avec lequel il continue de jouer d'interminables parties de go, Max mentionne le nombre, Sol lui demande s’il comprend 216 chiffres, puis lui révéle qu’il est tombé sur le même numéro voici des années, lors d'un bug. Ayant dû abandonner l'idée de trouver une séquence finie parmi les décimales du nombre π, à la suite d'un premier AVC, Sol tente en vain de le convaincre de faire une pause dans son travail, ainsi que de le dissuader de mêler sciences, mathématiques et religion.
Plusieurs personnes étrangères s'intéressent de près à ses recherches.
D'une part, Marcy Dawson (Pamela Hart), employée d'une entreprise boursière de Wall Street, qui s'efforce de l'appâter avec un matériel informatique inaccessible au commun des mortels, le processeur "Ming Mecca", tentant avec obstination de le recruter puisqu'il est à la recherche d'une modélisation susceptible de prédire les variations boursières.
D'autre part, Leni Meyer (Ben Shenkman), représentant d'un groupe de Juifs hassidiques adeptes de la numération hébraïque fonde de grands espoirs sur lui pour trouver, dans la Torah, le vrai nom de Dieu, supposé s'écrire par une liste de nombres finie de 216 caractères.
Son travail de recherche de la fameuse séquence de 216 nombres, quête sans fin, vire à l'obsession malgré les mises en garde de Sol. Frappé de migraines intenses et de saignements de nez qui le poussent à se raser le crâne, à avaler et à s'injecter, pour y échapper et pour stimuler son cerveau, toutes sortes de médicaments psychotropes, Max est victime d'hallucinations, s'isole de plus en plus, et sombre dans un délire paranoïaque où, errant dans un New-York nocturne et onirique, il voit le monde comme dans un chaos menaçant traversé de sons violents imprévus et de hurlements angoissants.
À l’aide du processeur fourni par Marcy Dawson, Max fait analyser par son Euclide réparé des modèles mathématiques présents dans la Torah. Une fois de plus, Euclide affiche le numéro à 216 chiffres avant de crasher. Alors que Max retranscrit le nombre, il se rend compte qu’il reconnaît ce schéma, subit une épiphanie et perd connaissance. Au réveil, Max se sent devenir voyant et visualise les modèles boursiers qu’il recherchait.
Dawson et ses agents, qui ont mis la main sur l'imprimé jeté par Max lors du premier crash, le coincent dans la rue, voulant le forcer à expliquer le numéro, parce qu'en tentant de l’utiliser pour manipuler le marché boursier, l’entreprise a provoqué un effondrement. Lenny, qui passait en voiture, sauve Max... et le livre à ses compagnons qui l'attendaient dans une synagogue voisine. Ils veulent obtenir de lui le nombre à 216 chiffres, afin de pouvoir énoncer le nom ineffable de Dieu et d'initier ainsi l'ère messianique. Refus de Max qui se justifie par le fait que le numéro n'a été livré qu'à lui seul.
Max s’enfuit et se réfugie chez Sol, mais c'est pour apprendre de sa fille, Jenny, qu’il vient de mourir d’un nouvel accident vasculaire cérébral. Et il trouve, dans le bureau du vieil homme qui avait manifestement repris ses calculs, le terrible numéro écrit de sa main sur un morceau de papier.
De retour chez lui, Max, pris d'une violente céphalée, refuse cette fois de prendre ses analgésiques. Fou de douleur, il détruit Euclide et ouvre enfin les fenêtres de son antre. La lumière du soleil entre et lui donne une commotion. Le voici debout dans un vide blanc et répétant un à un les chiffres qui composent le numéro. La ravissante Devi vient à son secours. Il se raccroche alors à elle, proclamant que Sol avait raison de lui dire de s'arrêter... mais il s'éveille : il ne s'agissait que d'une hallucination. Il ne doit compter que sur lui-même pour s'extraire de son obsession. Seul dans son appartement-laboratoire saccagé, Max brûle la note manuscrite de Sol (le numéro sacré) et s'empare d'une perceuse avec laquelle il entreprend de se trépaner. Il s'évanouit.
Quelque temps plus tard, la petite Jenna retrouve Max, désormais chapeauté, dans un parc et lui demande de faire plusieurs calculs, dont la division de 748 par 238 qui est une approximation de pi. Max sourit et répond qu’il ne sait pas la réponse. C'est la machine de Jenna, la fruste calculette-jouet de marque Fisher-Price, qui la fournit, annonce d'un futur où c'est grâce à l'ordinateur que l'homme défiera désormais Dieu.
Il s’assoit sur le banc et regarde, enfin apaisé, les arbres se ployer doucement sous la brise.
« Max renonce au savoir rationnel pour se libérer ayant découvert que la vérité ne peut être atteinte qu'une fois qu'on s'en est dessaisi. ».

## Contexte
Film réalisé en 1998, à la fin du IIe millénaire, Pi en reflète les obsessions, l'angoisse face à l'arrivée du virtuel et à l'emprise croissante de l'abstraction technologique.
Celle-ci se manifeste notamment dans les faits à travers le trading à haute fréquence (THF) qui est apparu aux Etats-Unis une dizaine d'années auparavant, en 1987, année où le premier trader haute fréquence a été branché sur le Nasdaq (le décollage en Europe est plus tardif : 2007). Ce système informatique, d'abord nommé "Program trading", avait contribué dès sa mise en oeuvre à occasionner  le krach boursier d'octobre 1987 et par conséquent la récession du début des années 1990 qui en a partiellement découlé. Le personnage de Marcy Dawson en est l'expression cinématographique.
C'est aussi l'époque où le progrès technologique dépassant la capacité d'absorption des structures d'enseignement, les génies de l'informatique bricolent en marge des universités et multiplient les trouvailles (programmes, applications, créations en open-source), c'est ce que montre le story-telling des fondateurs de Microsoft et de Apple pour n'en donner qu'un exemple, et dans le film, l'aspect chaotique du logement du héros, envahi par la prolifération de l'ordinateur Euclide, en est l'illustration.

## Fiche technique
- Titre original : π ou Pi selon la graphie
- Réalisation : Darren Aronofsky
- Scénario : Darren Aronofsky, Sean Gullette et Eric Watson[9]
- Musique : Clint Mansell
- Photographie : Matthew Libatique
- Montage : Oren Sarch
- Décors : Matthew Maraffi
- Sound design : Brian Emrich
- Production : Eric Watson
  - Production exécutive : Randy Simon
  - Production associée : Scott Franklin (en)
- Sociétés de production : Protozoa Pictures et Truth and Soul Pictures
- Société de distribution : LIVE Entertainment
- Pays de production :  États-Unis
- Langues originales : anglais et secondairement hébreu
- Format : 16 mm, noir et blanc revirement
- Genre : drame, thriller
- Durée : 84 minutes
- Budget : 60 000 $
- Box-office : 3 221 152 $
- Dates de sortie :
  - États-Unis : janvier 1998 (Festival de Sundance) ; 10 juillet 1998 (sortie nationale)
  - Canada : juillet 1998 (Festival FanTasia)
  - France : 10 septembre 1998 (Festival de Deauville) ; 10 février 1999 (sortie nationale)
  - Belgique : 28 avril 1999
- Film interdit aux moins de 12 ans lors de sa sortie en France.

## Distribution
- Sean Gullette : Maximillian Cohen
- Mark Margolis : Sol Robeson
- Ben Shenkman : Lenny Meyer
- Pamela Hart[10] : Marcy Dawson
- Stephen Pearlman : Rabbi Cohen
- Samia Shoaib : Devi
- Ajay Naidu : Farrouhk
- Kristyn Mae-Anne Lao : Jenna

## Accueil

### Box Office
Présenté en avant-première au festival du film de Sundance, en 1998, Pi remporte le prix du meilleur réalisateur. Juste après, Artisan Entertainment achète les droits de diffusion du film pour un million de dollars. Le film sort plus tard en salle la même année. Acclamé par la critique, il engendre un total de 3 221 152 dollars de recettes au box-office. Dans Rotten Tomatoes, Le film a un taux d’approbation de 88% basé sur 59 critiques avec une note moyenne de 7,4/10. Le consensus critique du site Web se lit comme suit : « Dramatiquement captivant et terriblement intelligent, ce thriller très lynchien fait des merveilles avec son sujet improbable et son budget restreint." Sur Metacritic, le film a une note de 72 sur 100 sur la base de 23 critiques, indiquant des « critiques généralement favorables ».
 "π" (Pi) fut le premier film au monde disponible en téléchargement sur le web

### Distinctions
- Festival de Sundance 1998 : Prix de la mise en scène.
- Festival de Deauville 1998 : sélection officielle en compétition.
- Online Film & Television Association : 4 Nominations
- Film Independent Spirit Awards 1 victoire et 3 Nominations

## Réalisation
- Un film "de guérilla". Pi a été produit avec un petit budget (le coût de production serait de 60 927 $), l’équipe étant payée 200 $ par jour et les acteurs étant payés 75 $ par jour. Pour trouver les 60 000 $ nécessaires à la réalisation, l'équipe du film est allée voir toutes les personnes qu'elle connaissait pour leur demander 100 $, en leur promettant que si le film marchait, ils récupéreraient 150 $, ce qui a été le cas. Le nom des participants se trouve dans la longue liste de remerciements à la fin du générique.
- Quant au site Internet officiel du film, c'est par Sean Gullette, l'acteur principal de π qu'il a été réalisé[14].